# Massakern vid Kbaada
Massakern vid Kbaada (adygh: Ӏаткъуадж зауэ; abchaziska: Гәбаадәы аибашьра; ryska: Кра́снополя́нская битва) ägde rum 1864 mellan de sista kvarlevorna av tjerkasserna och de ryska kejserliga styrkorna under det rysk-cirkassiska kriget. Det är allmänt accepterat som det sista slaget i kriget eftersom inga andra betydande strider, förutom spridda uppror, inträffade därefter.

## Slaget och pogrom
Slaget ägde rum i Кbaada 1864 mellan den tjerkassiska armén på 20 000 män och kvinnor, bestående av lokala bybor och milis samt stamryttare, och en rysk armé på 250 000 man, bestående av kosacker och ryska ryttare, infanteri och artilleri. De ryska styrkorna ryckte fram från fyra sidor. Cirkassiska styrkor försökte bryta linjen, men många träffades av ryskt artilleri och infanteri innan de lyckades nå fronten. De återstående kämparna besegrades snart. Den ryska armén började fira segern på liken, och en militär-religiös parad hölls, då 100 tjerkassiska krigare offentligt avrättades.